# Богдановка (Александрийский район)
Богда́новка (укр. Богданівка) — село в Петровской поселковой общине Александрийского района Кировоградской области Украины.
До 2020 года входило в Петровский район
Население по данным 2013 года составляло 229 человек. Население по переписи 2001 года составляло 319 человек. Телефонный код — 5237. Код КОАТУУ — 3524980801.